# 報恩寺 (盛岡市)
報恩寺（ほうおんじ）は、岩手県盛岡市名須川町にある曹洞宗の寺院。山号は「瑞鳩峰山」と号し報恩禅寺と称する。本尊は釈迦如来。境内にある五百羅漢で有名である。大光山聖壽禪寺、大寶山東禪寺、寶珠盛岡山永福寺、雍護山無量院敎淨寺とともに盛岡五山（盛岡五個寺とも）の一つとされる。

## 歴史
この寺は、1362年（貞治元年）南部守行の開基、通山長徹の開山により、1394年（応永元年）に南部守行によって陸奥国三戸郡に創建されたと伝えられる。1601年（慶長6年）、南部家27代目当主・南部利直の時、盛岡に移るに当たりこの寺も現在地に移された。江戸時代には近隣地域の僧録所の任に当たった。
　
1869年（明治2年）6月23日、盛岡藩家老の楢山佐渡は奥羽越列藩同盟から離脱し新政府側についた久保田藩を攻めた秋田戦争の責を負い、当寺の本堂において切腹形式で刎首された。1917年（大正6年）9月8日、政友会総裁・原敬を祭主として戊辰戦争殉難者50年祭が開かれた。

## 伽藍
- 本堂
- 羅漢堂
- 山門

## 伽藍ギャラリー

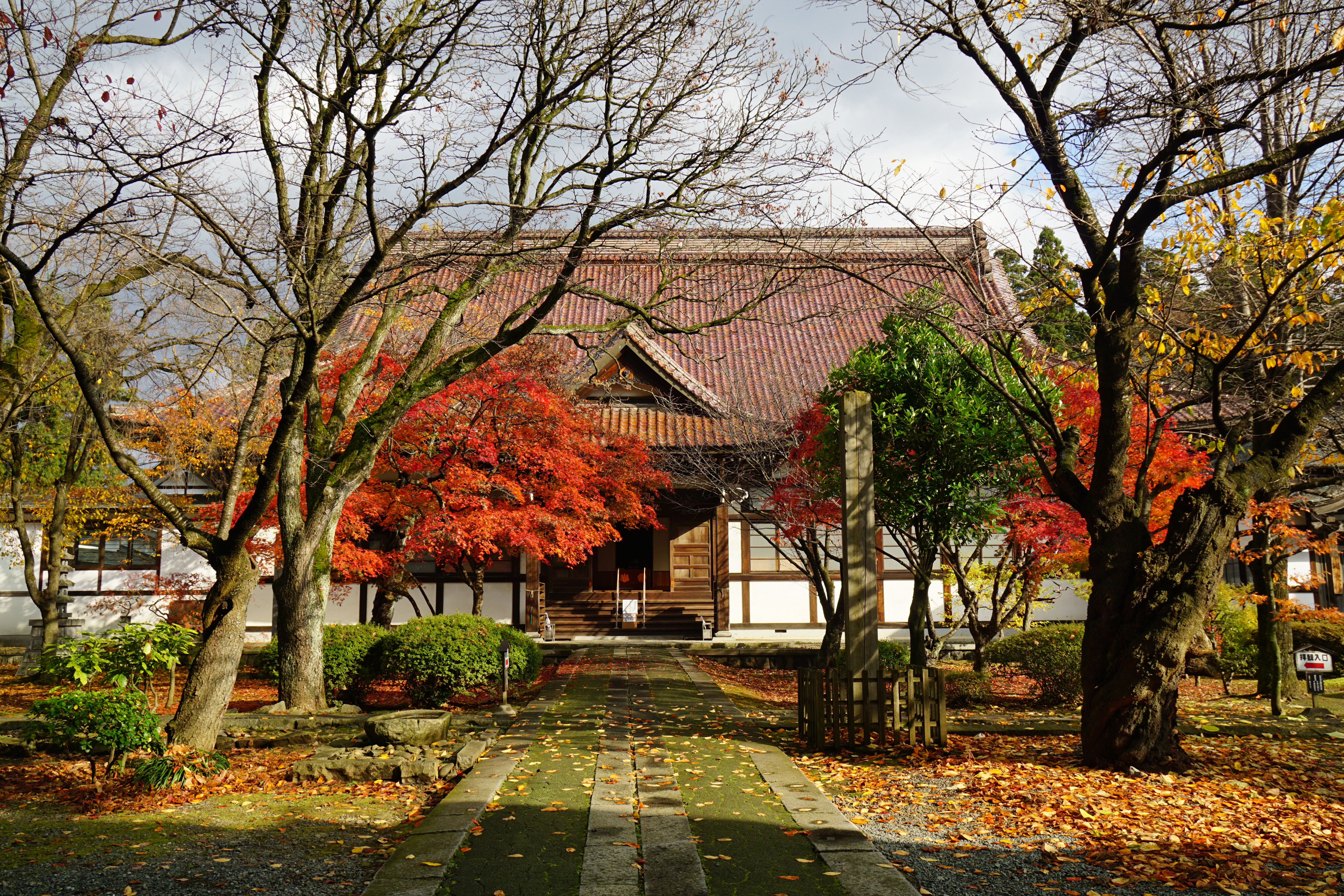
本堂
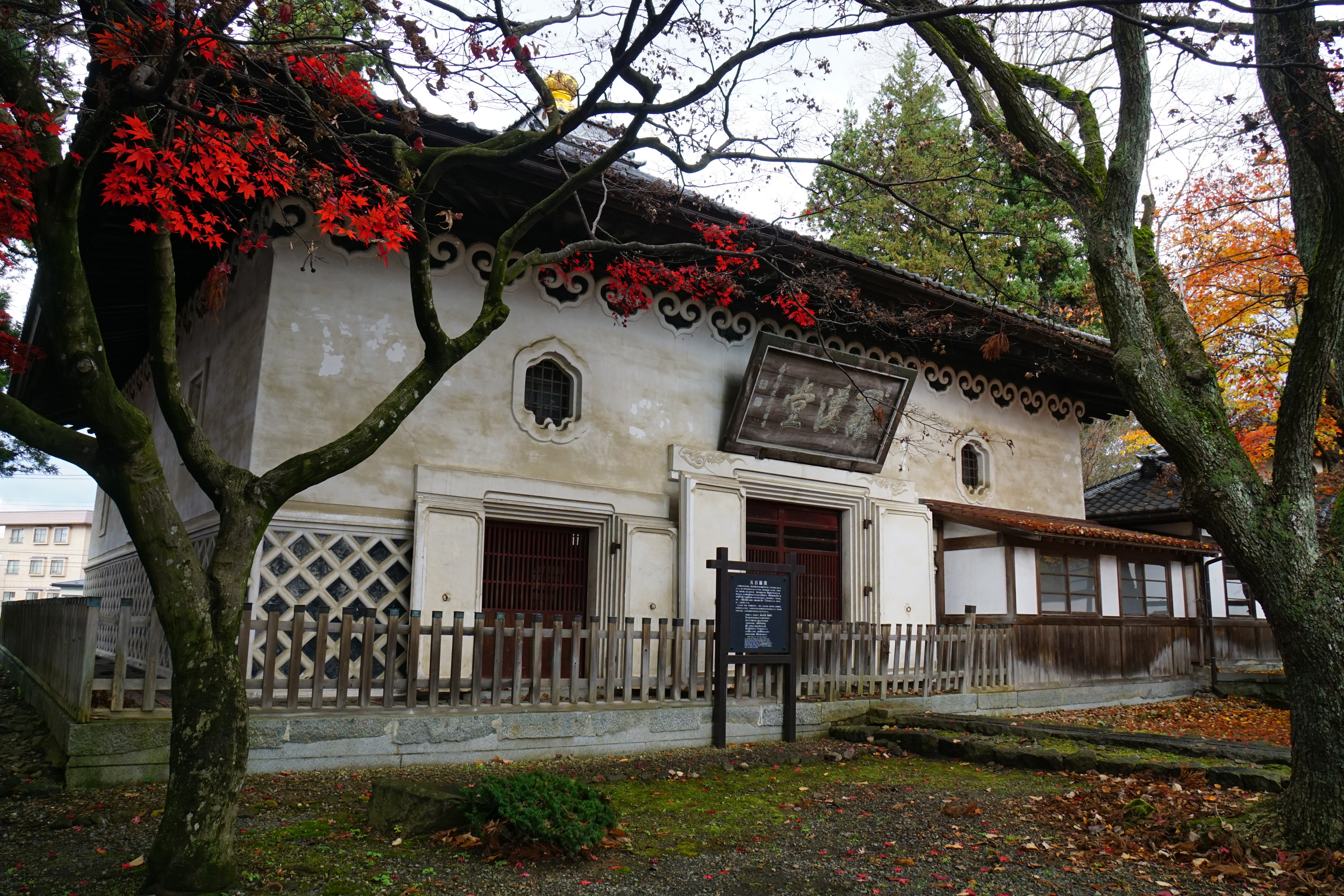
羅漢堂
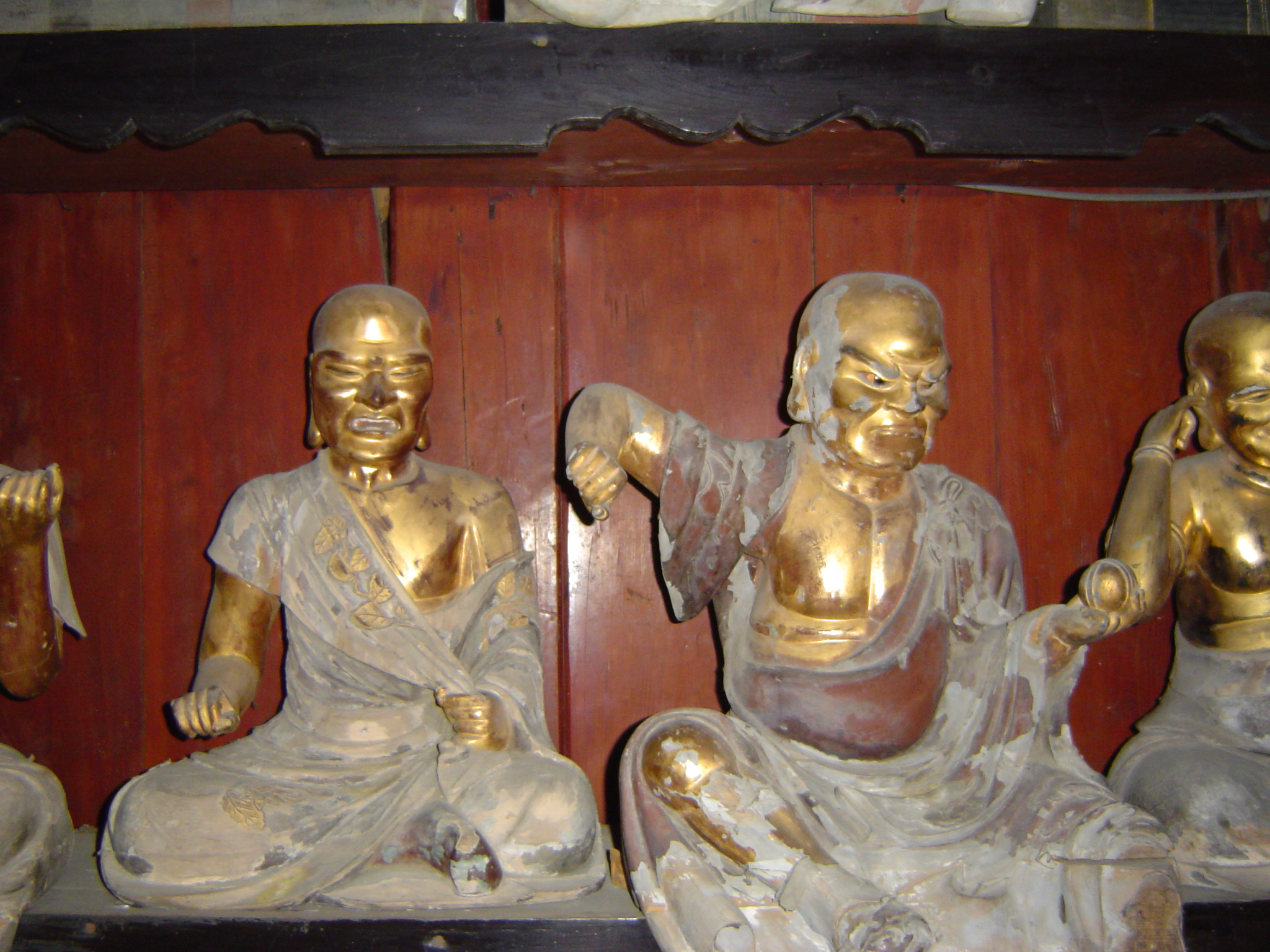
五百羅漢
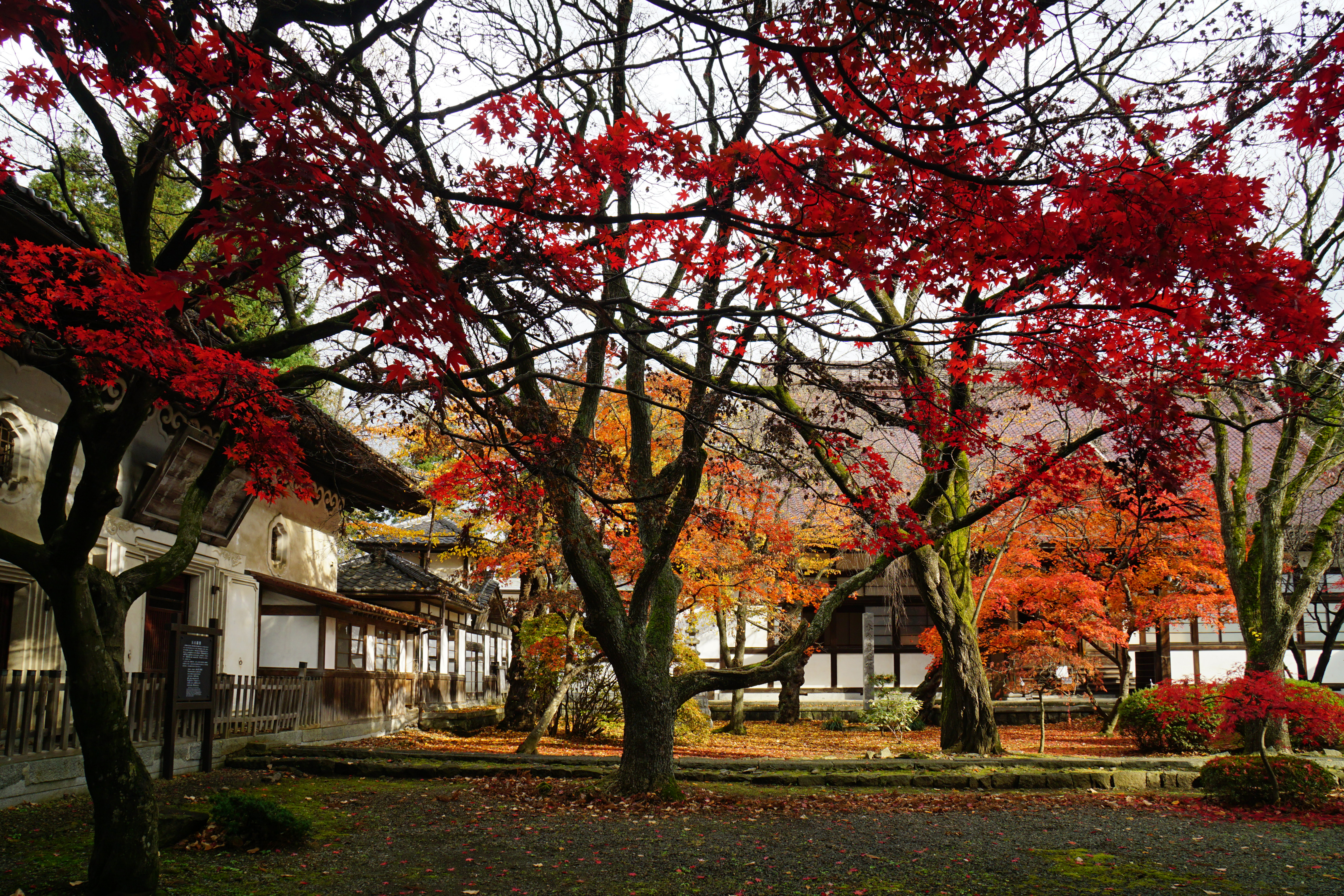
境内

## 行事

### 年中行事
- 1月 - 年頭祈願会
- 2月 - 読遺教経、釈尊涅槃会
- 3月 - 彼岸会施食
- 4月 - 釈尊降誕会
- 5月 - 護持会総会
- 6月 - 羅漢講式
- 8月 - 盆会施食
- 9月 - 開山忌、彼岸会施食、両祖忌
- 10月 - 達磨忌
- 12月 - 臘八摂心、釈尊成道会

### 月例行事
- 15日、13時半より月例羅漢講。
- 晦日、13時半より月例修証会。
- 毎土曜日、17時より土曜参禅会。
- 毎日曜日、10時より日曜写経会。

## 文化財
- 盛岡市指定有形文化財
  - 五百羅漢
  - 羅漢堂

## 交通アクセス
- 盛岡駅東口バスターミナルより
  - 岩手県交通　11番のりば
    - 「327　松園・盛岡駅線」

  - ジェイアールバス東北　1番のりば
    - 早坂高原線
- 盛岡バスセンターより
  - 岩手県交通
    - 「312　北山経由東緑が丘線」
    - 「315　桜台団地線」
    - 「316　北山線」

  - 岩手県北バス
    - 「B41」

以上の路線を利用。北山バス停下車徒歩5分。

## 周辺
- 三ツ石神社、鬼の手形
- 本誓寺
- 盛岡天満宮
- 東顕寺
- 大泉寺
- 徳玄寺
- 光台寺